# Glycérate kinase
La glycérate kinase est une phosphotransférase qui catalyse la réaction :
ATP + D-glycérate  {\displaystyle \rightleftharpoons }  ADP + 3-phospho-D-glycérate.
Cette enzyme, présente chez des bactéries et des animaux, intervient également chez les plantes au sein des chloroplastes dans la photorespiration.